# 宝田奈緒美
華 心音　(はな ここね)（宝田 奈緒美）（11月25日 - ）は、日本の歌手、女優、タレントである。兵庫県出身。

## 経歴
中学一年生の頃、劇団東俳に合格、当時の劇団東俳大阪校「全映TVタレントセンター劇団東俳座」に所属。

デビュー作 阪急ドラマシリーズ 『はずめ！イエローボール』にレギュラー出演、子役時代を活躍。
『泳げ!第5コース』『赤いシュート!』『赤いバッシュ !』その他、MBS『ワイドYOU』などに出演

２年制全日制ミュージカルスクール、本科、研究科卒業

2011年日本クラウンより「鳴き砂海岸」「傷ついたMEMORY」でデビュー。参照

2016年　株式会社ウイングス所属参照

宝田奈緒美から華心音（はな ここね）に変名

2016年日本クラウンより「人生二人旅」「夢でいいから・・・」で再デビュー。参照